# Traité de Saint-Germain-en-Laye (1919)
Pour les articles homonymes, voir Traité de Saint-Germain-en-Laye.
Le traité de Saint-Germain-en-Laye, parfois appelé traité de Saint-Germain, signé le 10 septembre 1919 au château de Saint-Germain-en-Laye (aujourd'hui musée d'Archéologie nationale), établit la paix entre les alliés et l'Autriche, et consacre la dislocation de la Cisleithanie, remplacée par sept États successeurs selon le principe, posé dans le 10e des 14 points du président américain Woodrow Wilson, du « droit des peuples à disposer d'eux-mêmes ». Le traité entre en vigueur le 16 juillet 1920.
Il fait partie des traités signés dans les alentours de Paris qui mettent formellement fin à la Première Guerre mondiale.
Les Autrichiens, considérés par les Alliés comme « peuple vaincu », ne bénéficient pas du « droit des peuples à disposer d'eux-mêmes » et la délégation autrichienne est exclue des négociations de paix à Saint-Germain-en-Laye, commencées en mai 1919. Le traité est d'ailleurs rédigé en français, anglais, italien et russe, mais pas en allemand : il est précisé que le texte en français fera foi en cas de divergence. Des Autrichiens manifestèrent alors leur mécontentement en brûlant l'ambassade de France à Vienne, le 23 mai 1919.
Comme l'exige Georges Clemenceau, la République d'Autriche allemande (en allemand Deutschösterreich) est renommée en Autriche (en allemand Österreich), et la revendication d'une partie de sa population de bénéficier du 10e point de Wilson, en intégrant la nouvelle république d'Allemagne, est formellement rejetée, le traité interdisant ce rattachement. En revanche, quatre districts germanophones de l'ancien royaume de Hongrie sont rattachés à l'Autriche, sous le nom de Burgenland.

## Stipulations
Il est fait droit à l'aspiration des Polonais d'intégrer la Galicie dans l'État polonais restauré dans son existence et dans ses droits, et à l'aspiration des Roumains d'intégrer la Bucovine dans l'État roumain agrandi des provinces à majorité roumanophone des anciens empires austro-hongrois et russe. En revanche, en Galicie, en Bucovine et en Ruthénie, les aspirations des Ukrainiens à constituer leur propre État ne sont pas prises en considération par crainte d'un « risque de contagion bolchévique » de celui-ci.
En revanche, il est fait droit à revendication des Tchèques et des Slovaques de former un pays commun, englobant aussi la Ruthénie : l'existence de la Tchécoslovaquie est reconnue. Les Allemands des Sudètes sont, comme ceux d'Autriche, déboutés de leur demande à intégrer la République de Weimar et se retrouvent avec le statut de minorité linguistique au sein de la Tchécoslovaquie.

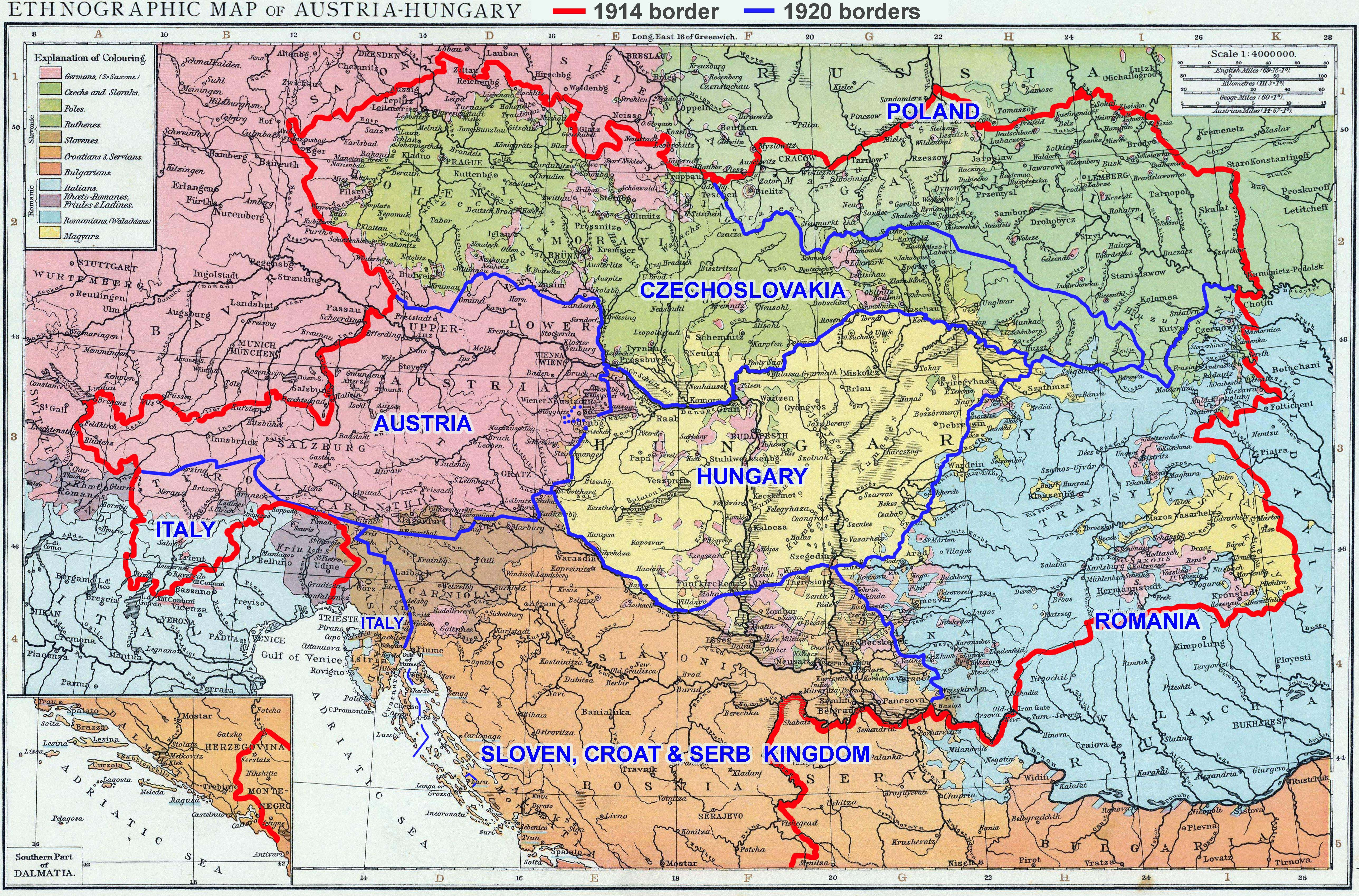
Carte de l'Autriche-Hongrie en 1914 avec les zones linguistiques selon le recensement de 1890, les frontières de 1914 (rouge) et celles de 1919 (bleu) tracées par la commission Lord et officialisées au traité de Saint-Germain-en-Laye.

La revendication des Slovènes, des Croates et des Serbes de l'Empire austro-hongrois de se doter d'un pays commun, englobant également la Serbie et le Monténégro, aboutit à la reconnaissance du royaume des Serbes, Croates et Slovènes. En dépit des vœux de leurs habitants, quelques zones germanophones de la Basse-Styrie, la vallée de Mieß en Carinthie et plusieurs îles et villes côtières italophones de Dalmatie font partie de ce nouvel État.
Dans le Haut-Adige, outre 90 000 Italiens, 200 000 Autrichiens germanophones sont aussi intégrés malgré eux à l'Italie, la délégation italienne ayant fait valoir que la ligne de partage des eaux sur le col du Brenner est une frontière naturelle de l'Italie. L'Italie annexe également Trieste, l'Istrie, quatre îles (Cherso, Unia, Lussino et Lagosta) et une ville (Zara) de Dalmatie, territoires également revendiqués par les Slovènes, les Croates et les Serbes.
L'Autriche est obligée de procéder à des réparations. Le service militaire obligatoire est interdit.
Une convention sur le régime des spiritueux en Afrique est adoptée en annexe.

### Restitutions d'objets d'art
Une partie hautement symbolique est consacrée à la restitution des collections impériales des Habsbourg aux différents pays alliés même si la mainmise date de plusieurs siècles.
L'Italie récupère les œuvres d'art, appartenant à l'héritage des grands-ducs de Toscane : les bijoux de la couronne (ce qu'il en est resté après leur dispersion), les bijoux privés de la princesse électrice de Médicis, les médailles faisant partie du patrimoine des Médicis et d'autres objets précieux (tous de propriété domaniale selon des arrangements contractuels et dispositions testamentaires) transportées à Vienne depuis le XVe siècle ; le mobilier et vaisselle d'argent des Médicis et la gemme d'Aspasios en paiement de dettes de la maison d'Autriche envers la couronne de Toscane. Il y a aussi les anciens instruments d'astronomie et de physique de l'Accademia del Cimento, enlevés par la maison de Lorraine et envoyés comme cadeau aux cousins de la maison impériale à Vienne.
Anciens souverains de Modène, les Habsbourg doivent restituer une Vierge d'Andrea del Sarto, quatre dessins du Corrège appartenant à la pinacothèque de Modène, emportés en 1859 par le Duc François V, trois manuscrits de la bibliothèque de Modène (Bibiia Vulgata (cod. lat. 422-23), Breviarium romanum (cod. lat. 424) et Officium Beatea Virginis (cod. lat. 262) ainsi des bronzes emportés dans les mêmes conditions la même année. Quelques objets sont encore réclamés, parmi lesquels deux tableaux par Salvator Rosa et un portrait par Dosso Dossi, revendiqués par le duc de Modène en 1868 comme condition d'exécution de la convention du 20 juin 1868 et d'autres objets livrés en 1872 dans les mêmes circonstances.

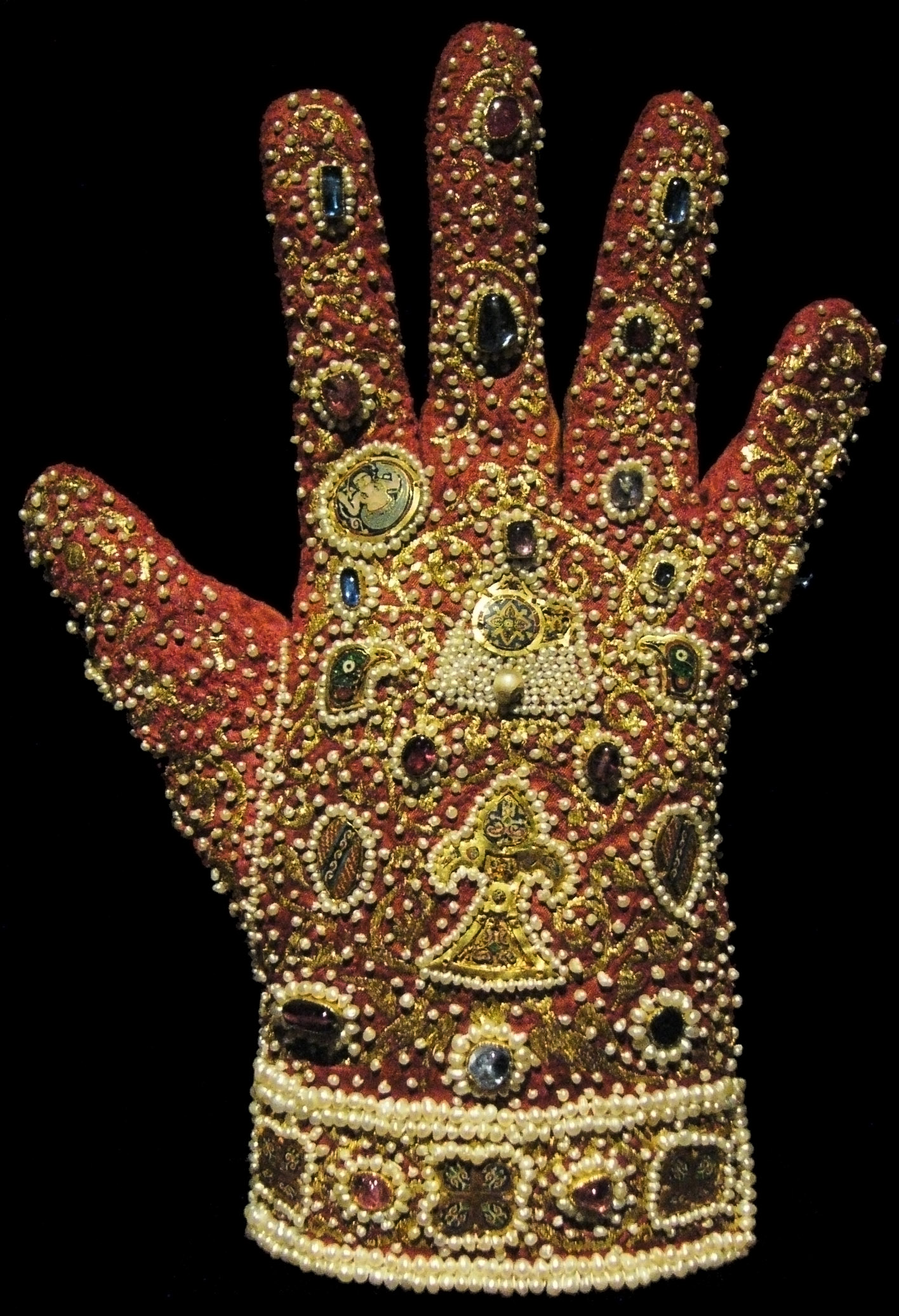
Gant palermitain du XIIIe siècle utilisé pour le couronnement des empereurs du Saint-Empire romain germanique.

Les objets réalisés au XIIe siècle à Palerme pour les rois normands et qui étaient utilisés lors des couronnements des empereurs doivent être rendus. L'Italie exige enfin la restitution de 98 manuscrits enlevés de la Bibliothèque de San Giovanni à Carbonara et d'autres bibliothèques de Naples, en 1718, sur ordre de l'Autriche, et transportés à Vienne, et divers documents emportés à différentes époques des archives d'État de Milan, Mantoue et Venise.
La Belgique, qui a longtemps été possession habsbourgeoise, réclame le Triptyque de Saint-Ildephonse de Rubens, provenant de l'abbaye de Saint-Jacques-sur-Coudenberg, à Bruxelles, acheté en 1777 et transporté à Vienne, des objets et documents transportés en Autriche pour y être mis en sûreté en 1794 dont les armes, armures et autres objets provenant de l'ancien Arsenal de Bruxelles, le trésor de l'ordre de la Toison d'or, conservé à la chapelle de la Cour de Bruxelles, les coins des monnaies, médailles et jetons exécutés par Théodore Van Berckel, qui faisaient partie intégrante des Archives de la Chambre des comptes établie à Bruxelles, les exemplaires manuscrits originaux de la Carte chorographique des Pays-Bas autrichiens, dressée de 1770 à 1777 par le lieutenant général le comte Jas de Ferraris et les documents relatifs à ladite carte.
Si l'Italie et la Belgique obtiennent satisfaction, il n'en est pas de même pour la Pologne, qui avait demandé le retour de la coupe en or du roi Ladislas IV (exposée sous le no 1114 au musée de la Cour de Vienne), ni pour la Tchécoslovaquie, qui avait demandé que lui soient remis les documents, mémoires historiques, manuscrits, cartes, livres, vélins, planisphères du royaume de Bohême qui, par ordre de l'impératrice Marie-Thérèse, avaient été emportés par Thaulow von Rosenthal. La Tchécoslovaquie avait aussi réclamé les documents provenant de la Chancellerie royale aulique et de la Chambre des comptes aulique de Bohême et objets d'art qui, faisant partie du mobilier du château royal de Prague et autres châteaux royaux de Bohême, avaient été enlevés par les empereurs Matthias Ier, Ferdinand II, Charles IV (vers 1718, 1723 et 1737) et François-Joseph Ier (ces objets se trouvent toujours dans les archives, châteaux impériaux, musées et autres établissements publics centraux à Vienne).

## Parties contractantes

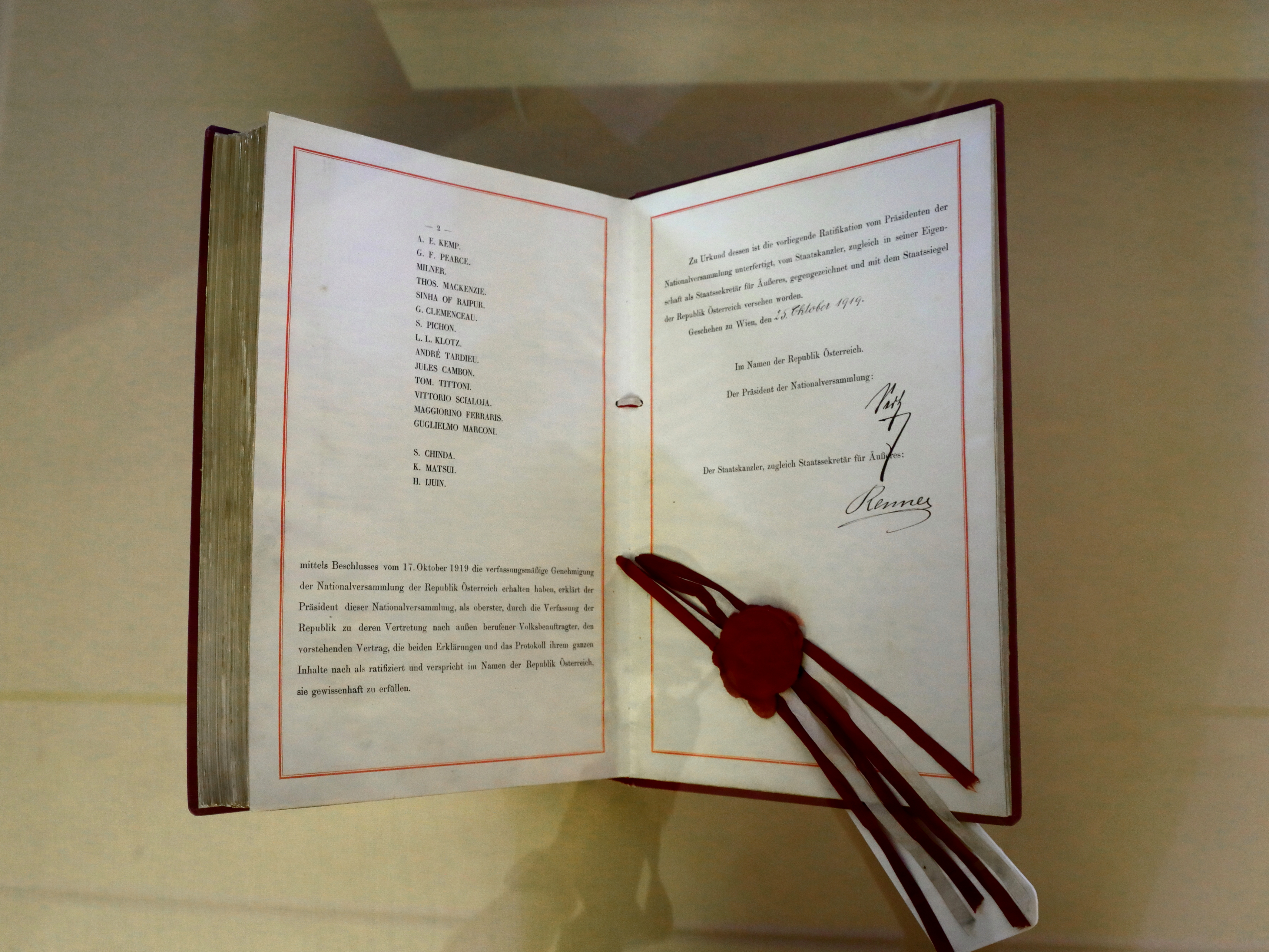
Certificat de ratification du traité de Saint-Germain.

La république d'Autriche est représentée par le chancelier Karl Renner. Les signataires du traité sont pour la partie principales puissances alliées :
- pour les États-Unis d'Amérique, le président des États-Unis d'Amérique, Woodrow Wilson, représenté par Frank Lyon Polk (en), sous-secrétaire d'État, Henry White, ancien ambassadeur extraordinaire et plénipotentiaire des États-Unis à Rome et à Paris, et le général Tasker H. Bliss, représentant militaire des États-Unis au Conseil supérieur de guerre ;
- pour l'Empire britannique, le roi du Royaume-Uni de Grande-Bretagne et d'Irlande et des territoires britanniques au-delà des mers, empereur des Indes, George V, représenté par Arthur James Balfour, secrétaire d'État pour les Affaires étrangères, Andrew Bonar Law, lord du sceau privé, le vicomte Milner, secrétaire d'État pour les colonies, et George Nicoll Barnes, ministre sans portefeuille ; pour le dominion du Canada, représenté par Sir Albert Edward Kemp, ministre des Forces d'Outre-Mer ; pour le Commonwealth d'Australie, représenté par George Foster Pearce (en), ministre de la Défense ; pour l'Union sud-africaine, représenté par le vicomte Milner ; pour le dominion de la Nouvelle-Zélande, représenté par Sir Thomas Mackenzie, Haut-commissaire pour la Nouvelle-Zélande dans le Royaume-Uni ; pour l'Inde, représenté par le baron Sinha (en), sous-secrétaire d'État pour l'Inde ;
- pour la France, le président de la République française, Raymond Poincaré, représenté par Georges Clemenceau, président du Conseil, ministre de la Guerre, Stéphen Pichon, ministre des Affaires étrangères, Louis-Lucien Klotz, ministre des Finances, André Tardieu, commissaire général aux Affaires de guerre franco-américaines, Jules Cambon, ambassadeur de France ;
- pour l'Italie, le roi d'Italie, Victor-Emmanuel III représenté par Tommaso Tittoni, sénateur du Royaume, ministre des Affaires étrangères, Vittorio Scialoja, sénateur du Royaume, Maggiorino Ferraris (it), sénateur du Royaume, Guglielmo Marconi, sénateur du Royaume, et Silvio Crespi, député ;
- pour le Japon, l'empereur du Japon, Yoshihito, représenté par le vicomte Chinda, ambassadeur extraordinaire, et plénipotentiaire de l'empereur du Japon à Londres, K. Matsui, ambassadeur extraordinaire et plénipotentiaire de l'empereur du Japon à Paris, et H. Ijuin (en), ambassadeur extraordinaire et plénipotentiaire de l'empereur du Japon à Rome.
- pour la partie puissances alliées et associées :
  - pour la Belgique, le roi des Belges, Albert Ier, représenté par Paul Hymans, ministre des Affaires étrangères, ministre d'État, Jules Van den Heuvel, envoyé extraordinaire, et ministre plénipotentiaire du roi des Belges, ministre d'État, Émile Vandervelde, ministre de la Justice, ministre d'État ;
  - pour la Chine, le président de la République de Chine, Sun Yat-sen, représenté par Lou Tseng-Tsiang, ministre des Affaires étrangères, Thomas Wang Chengting, ancien ministre de l'Agriculture et du Commerce ;
  - pour Cuba, le président de la République cubaine, représenté par Antonio Sanchez de Bustamante (en), doyen de la faculté de droit de l'université de La Havane, président de la Société cubaine de droit international ;
  - pour la Grèce, le roi des Hellènes, Alexandre Ier, représenté par Nicolas Politis, ministre des Affaires étrangères, et Athos Romanos, envoyé extraordinaire et ministre plénipotentiaire auprès de la République française ;
  - pour le Nicaragua, le président de la République de Nicaragua, représenté par Salvador Chamorro, président de la Chambre des députés ;
  - pour le Panama, le président de la République de Panama, représenté par Antonio Burgos, envoyé extraordinaire et ministre plénipotentiaire de Panama à Madrid ;
  - pour la Pologne, le président de la République polonaise, Józef Piłsudski, représenté par Ignace Paderewski, président du Conseil des ministres, ministre des Affaires étrangères, et Roman Dmowski, président du Comité national polonais ;
  - pour le Portugal, le président de la République portugaise, représenté par le docteur Affonso da Costa, ancien président du Conseil des ministres, et le docteur Augusto Luiz Vieira Soares, ancien ministre des Affaires étrangères ;
  - pour la Roumanie, le roi de Roumanie, Ferdinand Ier, représenté par Nicolae Mișu (en), envoyé extraordinaire et ministre plénipotentiaire de Roumanie à Londres, et le docteur Alexandru Vaida-Voevod, ministre sans portefeuille ;
  - pour le royaume des Serbes, Croates et Slovènes, le roi des Serbes, des Croates et des Slovènes, Pierre Ier, représenté par N. P. Pachitch, ancien président du Conseil des ministres, Ante Trumbić, ministre des Affaires étrangères, et M. Ivan Zolger, docteur en droit ;
  - pour le Siam, le roi du Siam, Rama VI - Vajiravudh, représenté par le prince Charoon, envoyé extraordinaire et ministre plénipotentiaire du roi du Siam à Paris, et le prince Traidos Prabandhu, sous-secrétaire d'État aux Affaires étrangères ;
  - pour la Tchécoslovaquie, le président de la République tchécoslovaque, Tomáš Masaryk, représenté par Karel Kramář, président du Conseil des ministres, et Édouard Beneš, ministre des Affaires étrangères.

## Conséquences

### Conséquences politiques
La ratification du traité de Saint-Germain-en-Laye aboutit à la fin de la République d'Autriche allemande (Republik Deutschösterreich) remplacée le 21 octobre 1919 par la République d'Autriche. Ce changement s’accompagna d’une recomposition politique. À la suite de l'abdication de l’empereur Charles Ier le 12 novembre 1918, Karl Renner, membre du Parti social-démocrate des travailleurs (Sozialdemokratische Arbeiterpartei, SDAP), avait été choisi comme chancelier par les députés réunis en Assemblée nationale puis une Assemblée constituante avait été élue en février 1919. Les 72 élus du SDAP y étaient plus nombreux que les 69 élus du Parti social-chrétien (Christlichsoziale Partei, CS), les partis nationaux allemands (Deutscher Nationalverband, DNV) étant représentés par 26 députés. Après la signature du traité, la coalition qui soutenait le gouvernement se disloqua en juillet 1920. Les élections législatives du 17 octobre 1920 virent la victoire du Parti social-chrétien (85 sièges contre 69 pour le SDAP et 28 pour les partis nationaux allemands). La direction du gouvernement fut alors confiée à Ignaz Seipel (CS).

### Conséquences économiques
L’établissement des nouvelles frontières désorganisa les anciens circuits économiques. L’Autriche connut une forte inflation et un fort chômage. Ignaz Seipel obtint l’intervention de la Société des nations pour un plan de sauvetage économique qui s’accompagna de la création d’une nouvelle unité monétaire, le Schilling autrichien. L’activité économique reprit. L’Autriche put donc payer les indemnités de guerre stipulées par le traité de Saint-Germain-en-Laye.

## Document original
À l'occasion du 90e anniversaire de la République d'Autriche (en 2009), l'original du traité de Saint-Germain aurait dû être présenté dans une exposition à Vienne. Toutefois, l'original du traité de Saint-Germain-en-Laye a disparu en 1940, en même temps que celui du traité de Versailles, et on ignore s'il a été détruit. Puisque les troupes russes ont été les premières troupes alliées à entrer à Berlin en 1945, on a longtemps cru qu'il se trouvait à Moscou ; l'ouverture progressive des archives russes depuis 1990 n'a cependant pas permis de le retrouver. La seule certitude est que les Allemands ont mis la main sur l'original unique du traité, caché au château de Rochecotte, le 11 ou le 12 août 1940, en même temps que sur le traité de Versailles. Ils furent ensuite transportés par avion à Berlin pour être présentés à Adolf Hitler, et leur destin ultérieur demeure incertain.